# Nanocladius dichromus
Nanocladius dichromus är en tvåvingeart som först beskrevs av Jean-Jacques Kieffer 1906.  Nanocladius dichromus ingår i släktet Nanocladius, och familjen fjädermyggor. Arten är reproducerande i Sverige.